# Pierre Jean Van der Ouderaa

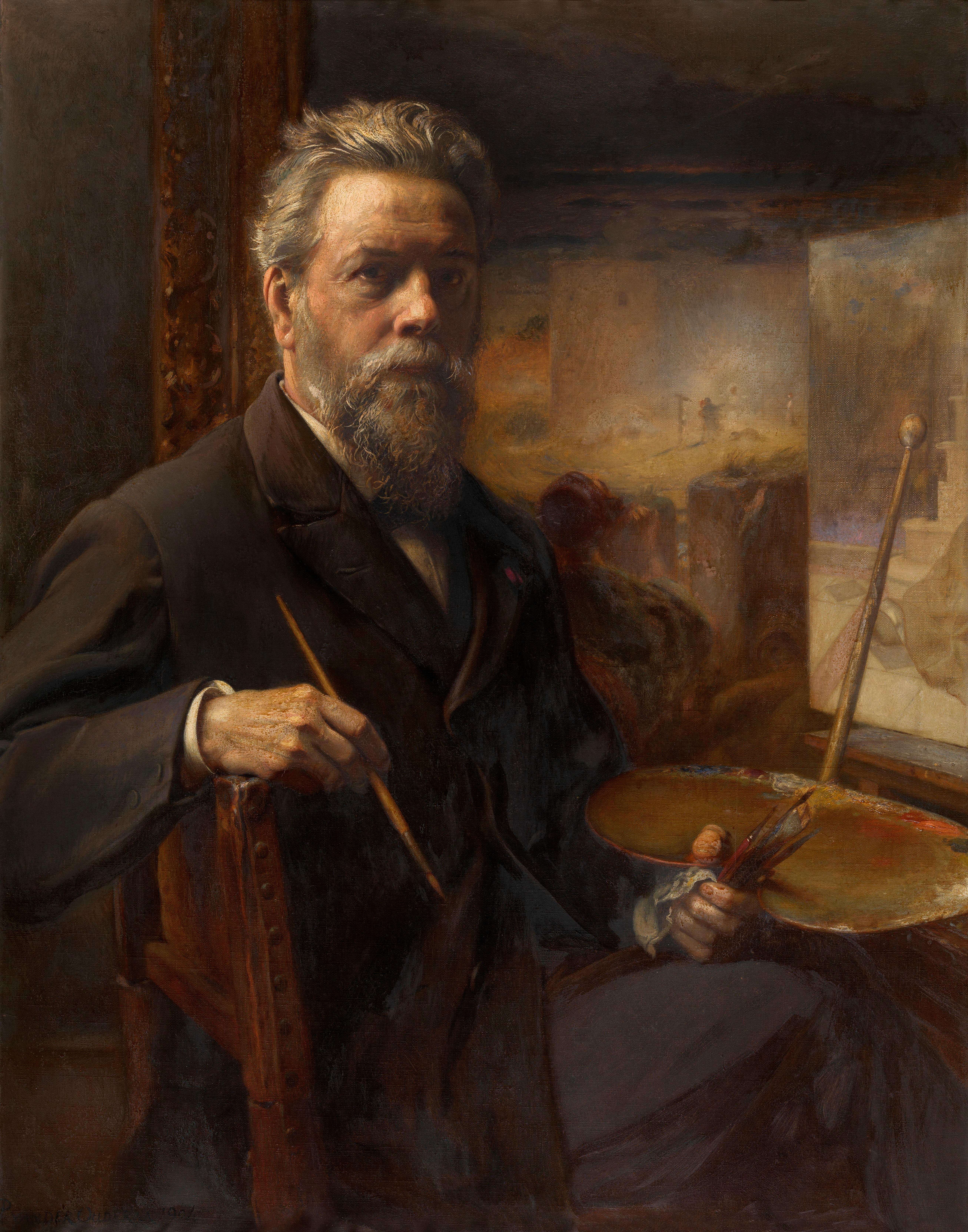
Selbstporträt (1905); heute im Königlichen Museum der Schönen Künste

Pierre Jean Van der Ouderaa (* 13. Januar 1841 in Antwerpen; † 5. Januar 1915 ebenda) war ein belgischer Maler religiöser und historischer Motive und Porträts.
Van der Ouderaa studierte an der Koninklijke Academie voor Schone Kunsten van Antwerpen bei Jakob Albert Jacobs, Joseph van Lerius und Nicaise de Keyser. Er gewann 1865 den zweiten Preis von Rom und verbrachte drei Jahre in Italien, besuchte auch den Orient und Spanien.
Er war Autor großer historischer Kompositionen akademischer Natur und hat zahlreiche Medaillen in Lyon, London und Antwerpen gewonnen.
1893 unternahm er mit Karel Ooms und Max Rooses eine Studienreise nach Palästina. Danach widmete sich Van der Ouderaa der religiösen Malerei und den Szenen des orientalischen Genres.
Van der Ouderaa wurde 1881 mit dem Ritterkreuz des Leopoldsordens ausgezeichnet. Er wurde 1895 zum Professor an der Antwerpener Kunstakademie berufen. Die Reproduktionen seiner Gemälde erschienen in der „Gartenlaube“